# 鍾皓
鍾皓（86年—154年），字季明，穎川郡長社縣（今河南省長葛市）人。東漢名士。《後漢書》稱其為鍾繇祖父，裴松之注《三國志》引《先賢行狀》則稱其為曾祖父。

## 生平
鍾氏是郡中大姓，家族精通律法。鍾皓年輕時以行為淳厚著稱，受官府連續徵召，由於二位兄長沒有為官，鍾皓便隱居在密縣山，教學生詩歌與刑律，學生多達一千多人。同郡的陳寔比鍾皓年輕，鍾皓和他結爲朋友。鍾皓任郡功曹，逢受召到司徒府，將要離開時，太守詢問他何人能頂替他的位置，鍾皓回答太守要合適的人，西門亭長陳寔便可。陳寔知道這件事後說鍾皓貌似沒認真審查，不知爲何就獨賞識他？不久鍾皓便自行辭官。前後九次受公府徵召，被任命為廷尉正、博士、林慮長，鍾皓都沒前往任職。
鍾皓的侄子鍾瑾受徵召到州府，不曾委曲自己的意願，李膺以孟子言「人無是非之心，非人也」勸他學孟子所言，鍾瑾將這事告訴了鍾皓，鍾皓說：「當年國武子喜歡揭發他人的過錯，結果招來許多怨恨。如果想要保住身家性命，還是你的處世之道比較寶貴。」永興二年（154年）於在家中去世，享年六十九歲。

## 評價
- 李膺：「荀君清識難尚，鍾君至德可師。」《後漢書·鍾皓傳》、《世說新語·德行》
- 諸位儒者：「林慮懿德，非禮不處。悅此詩書，弦琴樂古。五就州招，九應台輔。逡巡王命，卒歲容與。」《後漢書·鍾皓傳》
- 《海內先賢傳》：「潁川先輩，爲海內所師者：定陵陳穉叔、潁陰荀淑、長社鍾皓。」《世說新語·德行》

## 延伸阅读
[在维基数据编辑]
 《後漢書/卷62》，出自范晔《後漢書》